# Liechtenstein na Universíada de Verão de 2021
Liechtenstein participou da Universíada de Verão de 2021, que aconteceu em Chengdu, na China, entre 28 de julho e 8 de agosto de 2023.
A delegação teve apenas um único atleta masculino em uma única modalidade olímpica.

## Competidores
Esta foi a modalidade e atleta que disputou a edição:
| Esporte | Masculino | Feminino | Total |
| ------- | --------- | -------- | ----- |
| Natação | 1         | 0        | 1     |
| Total   | 1         | 0        | 1     |

## Desempenho

### Natação
Masculino
| Atleta       | Evento      | Eliminatória | Eliminatória | Semifinal   | Semifinal   | Final       | Final       | Ref.  |
| Atleta       | Evento      | Tempo        | Pos.         | Tempo       | Pos.        | Tempo       | Pos.        | Ref.  |
| ------------ | ----------- | ------------ | ------------ | ----------- | ----------- | ----------- | ----------- | ----- |
| Fabio Toscan | 50m costas  | 28.06        | 32           | Não avançou | Não avançou | Não avançou | Não avançou | [ 3 ] |
| Fabio Toscan | 100m costas | 1:00.71      | 33           | Não avançou | Não avançou | Não avançou | Não avançou | [ 4 ] |
| Fabio Toscan | 200m costas | 2:11.19      | 21           | Não avançou | Não avançou | Não avançou | Não avançou | [ 5 ] |
| Fabio Toscan | 400m medley | 4:44.63      | 21           | —           | —           | Não avançou | Não avançou | [ 6 ] |

Legenda
| Recorde mundial      | Recorde mundial (World record)               |                       | Recorde africano                      | Recorde africano (African) |                                           | Q | Classificado por posição (Qualified) |
| Recorde olímpico     | Recorde olímpico (Olympic record)            | Recorde da América    | Recorde da América (Americas)         | q                          | Classificado por melhor tempo (Qualified) |   |                                      |
| Melhor marca do ano  | Melhor marca do ano (World leading)          | Recorde asiático      | Recorde asiático (Asian)              | DNS                        | Não largou (Did not start)                |   |                                      |
| Recorde nacional     | Recorde nacional (National record)           | Recorde europeu       | Recorde europeu (European)            | DNF                        | Não terminou (Did not finish)             |   |                                      |
| Recorde pessoal      | Recorde pessoal do atleta (Personal best)    | Recorde da Oceania    | Recorde da Oceania (Oceania)          | DSQ / DQ                   | Desclassificado (Disqualified)            |   |                                      |
| Recorde da temporada | Recorde da temporada do atleta (Season best) | Recorde sul-americano | Recorde sul-americano (South America) | NM                         | Sem marca (No mark)                       |   |                                      |